# Andrea Alciato

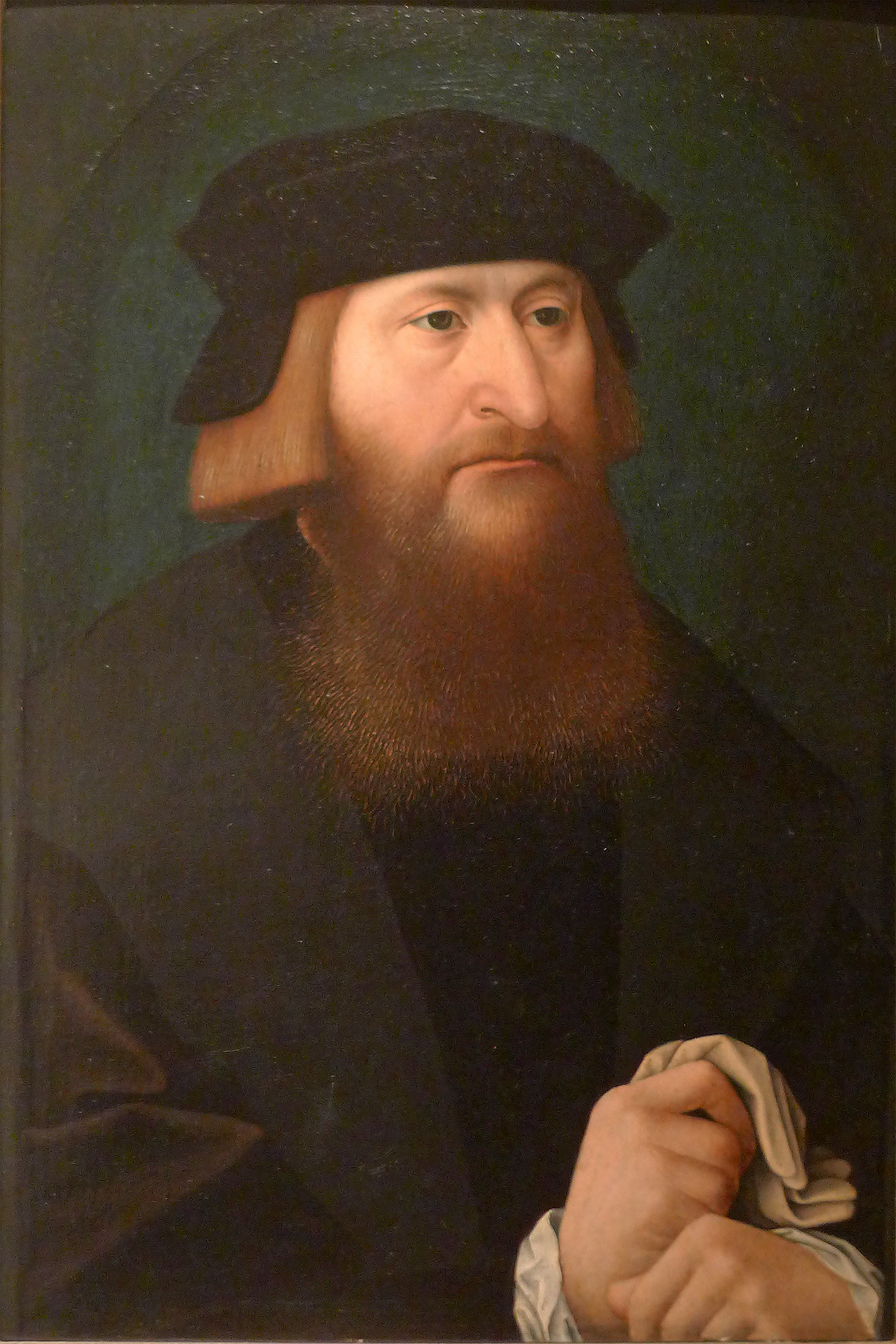
Portret van Andrea Alciato door Ambrosius Benson.

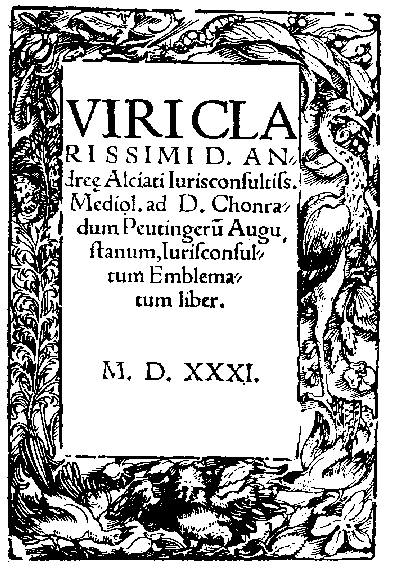
Titelblad van de eerste druk van de Emblemata

Giovanni Andrea Alciato (Alzate Brianza, 12 januari 1492 - Pavia, 12 januari 1550) was een Italiaans rechtsgeleerde en humanist. Hij studeerde en doceerde aan diverse Europese universiteiten en schreef in zijn vrije tijd boeken, gedichten en epigrammen. In 1531 verschenen te Augsburg 104 van deze epigrammen gebundeld en geïllustreerd als Liber Emblematum (Boek van emblemen), het eerste in zijn soort. De emblemata vormden tijdens de Renaissance een rijke iconografische bron.

## Loopbaan
Alciato studeerde klassieke filologie en rechten aan de universiteiten van Pavia en Bologna. In 1514 behaalde hij in Ferrara een doctoraat in de beide rechten. Van 1514 tot 1517 werkte hij als jurist in Milaan. Van 1519 tot 1521 was hij professor in de rechten te Avignon. Tussen 1522 en 1527 leefde hij in Milaan, een stad die achtereenvolgens van Franse en Spaanse troepen werd bezet en door de pest werd geteisterd. Alciato hield zich bezig met historische en humanistische studies. Zo vertaalde hij Griekse auteurs, en begon hij zijn Epigrammen, die hij later in zijn beroemde Emblemata verwerkte. In 1529 nodigde de Franse koning Frans I hem uit naar Bourges, waar hij tot 1533 aan de universiteit doceerde.
In 1530 werden zijn werken De verborum significatione en de Commentarii ad rescripta principum in Lyon uitgegeven. Na zijn terugkeer naar Italië leefde hij in Milaan, Pavia, Bologna en uiteindelijk in Ferrara aan het hof van hertog Ercole d'Este. In 1546 keerde hij naar Pavia terug om er tot zijn dood in 1550 aan de universiteit te doceren.

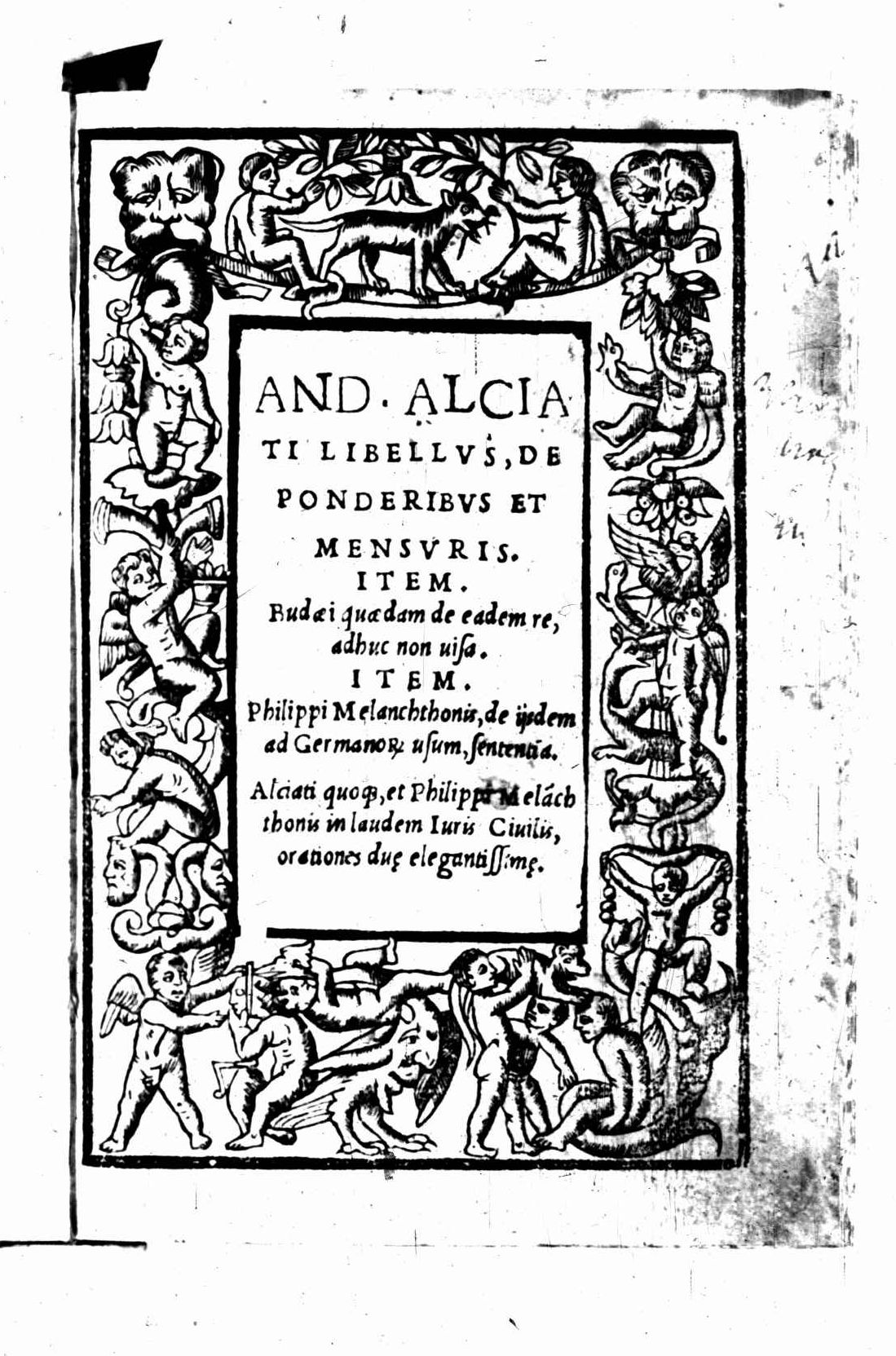
De ponderibus et mensuris, 1532
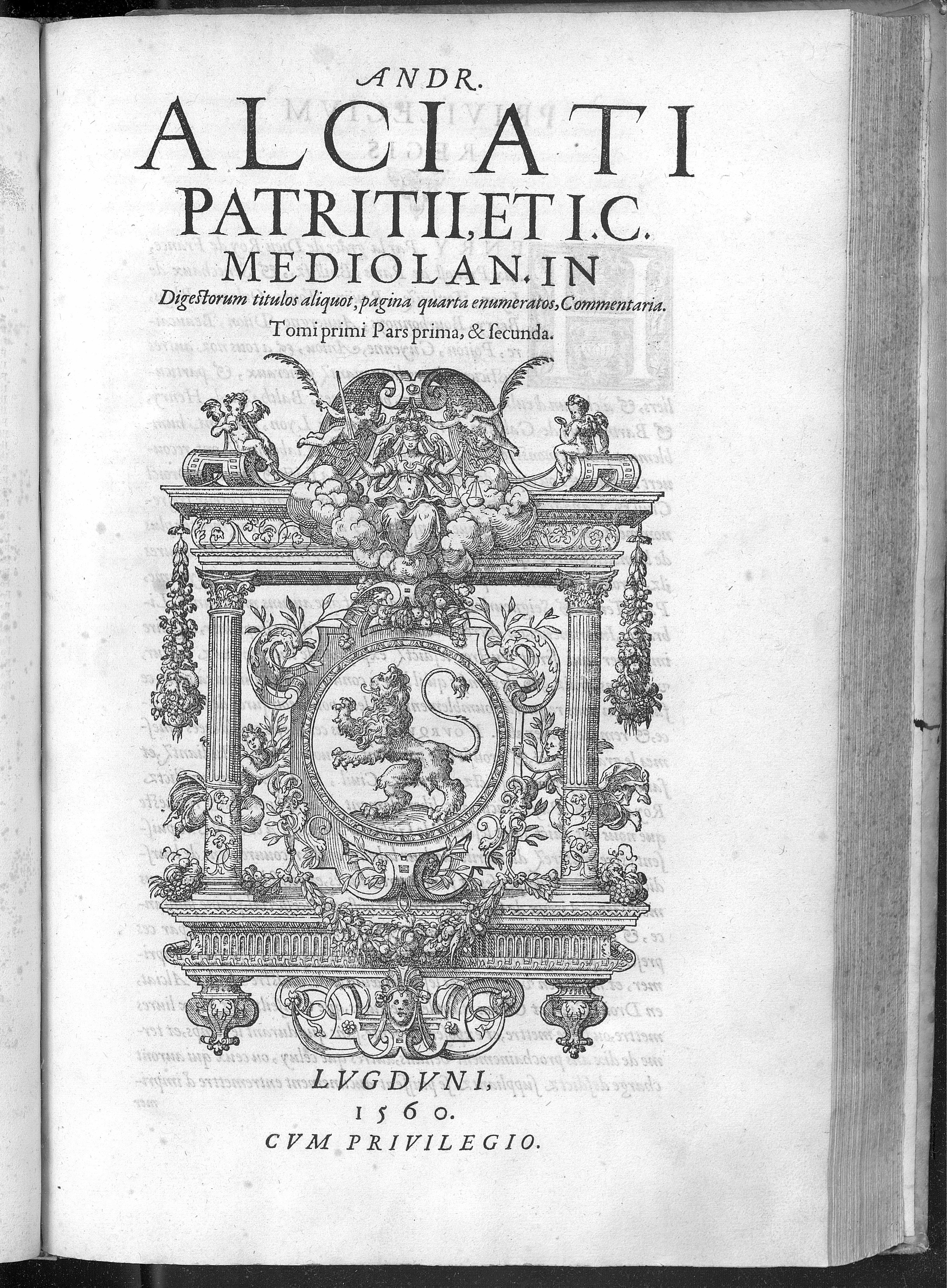
In Digestorum titulos aliquot commentaria, 1560